# Церковь Кильсе-тубю

Реконструкция росписи храма (Ю. М. Могаричёв, Е. С. Ергина)

Церковь Кильсе-тубю (также Церковь на поляне Кильсе-тубю) — пещерный храм XIV—XV века, расположенный в ближайшей округе Мангупа, расположенный в отдельно стоящем обломке скалы на склоне балки Корув-дере («Заграждённый овраг»), или Кильсе-дере («Церковный овраг») на южном склоне массива Чардаклы-баир, напротив мыса Чамну-бурун в верховьях Каралезской долины. Название памятника Н. И. Репников передавал, как Кильсе-тубе, ошибочно полагая, что должно быть Кильсе-тепе — «Пещерный храм», поскольку топонимические словари трактуют «тубе — тубю», как «низ, дно».

## Описание
Пещерная церковь на поляне Кильсе-тубю, внутренними размерами 5,34 на 2,8 м и высотой до 2,4 м, вырубленная в скальном останце высотой до 5,0 м — однонефный храм с одной апсидой, состоит из двух основных литургических зон — алтаря и нефа (наоса). Вход расположен в северной стене церкви; в настоящее время он значительно разрушен и частично заделан каменной кладкой из необработанных камней, но сохранились пазы для установки деревянной дверной коробки. Пол (предполагается, что во время функционирования храма он был деревянный) и потолок, неровные, с выбоинами. Размеры немного закруглённой апсиды, ориентированной на юго-восток — 2,0 на 2,5 и на 2,0 м. В апсиде, в 40 см от юго-восточной стены, вырублены четыре небольших квадратных гнезда по краям и одно в центре под прямоугольное основание престола (60 на 40 см). Авторы работы «Пещерные храмы Таврики: к проблеме типологии и хронологии» считают, что единственное возможное место для размещения протесиса (жертвенника) в храме — окно в северной стене апсиды. Это, а также наличие росписи, позволяет отнести храм к периоду VIII—XII века.
Алтарная часть была украшена фресками с изображением сцены Деисуса — изображения Иисуса Христа на троне в центре, по его сторонам — св. Иоанна Предтечи и Богоматери со свитком с остатками надписи греческими буквами. На сегодняшний день роспись практически не сохранилась, фрагментами просматривается на площади около 3 м² — следы изображения Богоматери со свитком. При обследовании в 2018 году Ю. М. Могаричёвым и А. С. Ергиной было установлено, что фрески недавно были кем-то «вымыты» водой с применением губки от копоти, в результате чего произошло отслоение штукатурного слоя от скальной основы, красочный слой орнамента стал тусклый, остался лишь подмалевок, в ряде мест роспись уничтожена полностью. На стенах внутри помещения имеются значительные трещины, в юго-западной части потолка образовался провал, что свидетельствует о возможном скором разрушении памятника..
Памятник известен с 1870-х годов, однако, его комплексного архитектурно-археологического изучения никогда не проводилось. Единственное описание храма было составлено в 1939—1940 годах Н. И. Репниковым, обследовавшим памятник в процессе археологических разведок, проводившихся сотрудниками
Эски-Керменской археологической экспедиции. Учёный предварительно датировал церковь периодом в пределах конца XIV — начала XV века.
…в одиночном камне пещерный храм, прямоугольный в плане формы. В северной стене прорублено большое квадратное окно, а в западном конце сильно разрушенная дверь, имевшая деревянную коробку (пазы). В апсиде остатки сильно закоптевшей фрески — Деисус на синем фоне. Опушка широкой киноварной каймой. Христос, сидящий на престоле. Богоматерь и Предтеча в рост. Время стенописи — конец XIV или самое начало XV в
В 1996 году А. Г. Герценым и Ю. М. Могаричёвым выполнены внутренние обмеры памятника, но без его полной расчистки; археологи также определили возраст памятника XIV—XV веком. Ниже храма располагалось небольшое поселение, по находкам керамики датированное Репниковым XIII—XV веком. Также им был обнаружен гончарный водопровод «…из хорошо обожжённой глины, жёлтого цвета», идущий в район храма сверху по дну оврага.